# غويزه (سقز)
قرية غويزه (بالكردية: گوێزە) هي إحدى القرى التابعة لـمیره دیه في ريف قسم مركزي من مقاطعة سقز، في محافظة كردستان الإيرانية.

## السكان
حسب إحصاءات سنة 2006، بلغ إجمالي السكان في غويزه 269 نسمة وعدد المساكن 47 مسكن. لغة سكان غويزه هي اللغة الكردية و هم من أهل السنة والجماعة والمذهب الشافعي.